# 인도수쿠스

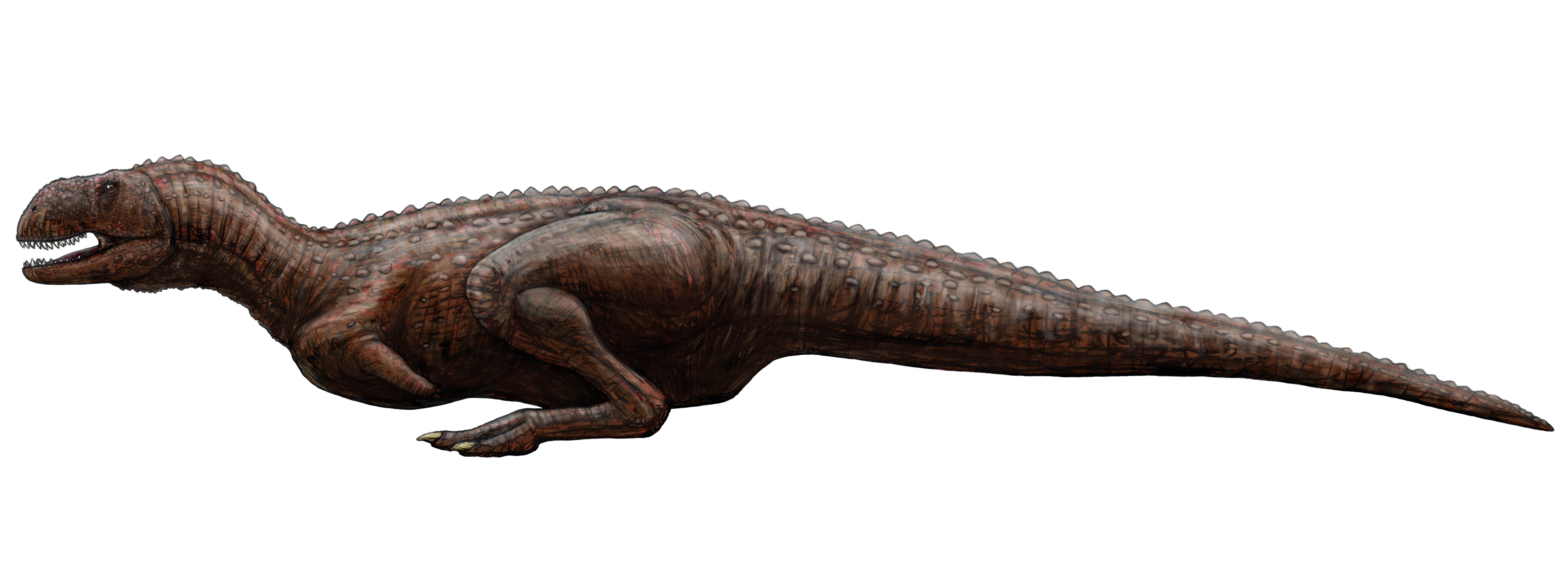

인도수쿠스는 백악기 후기 인도에서 살았던 육식공룡이다.